# Edgewood (Teksas)
Edgewood je gradić u američkoj saveznoj državi Teksas. Prema popisu stanovništva iz 2010. u njemu je živjelo 1.441 stanovnika.